# Skönhetstävling

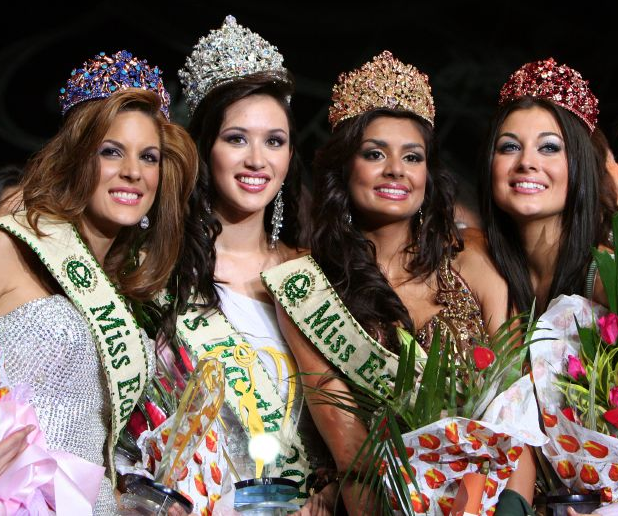
Deltagare i Miss Earth, 2007

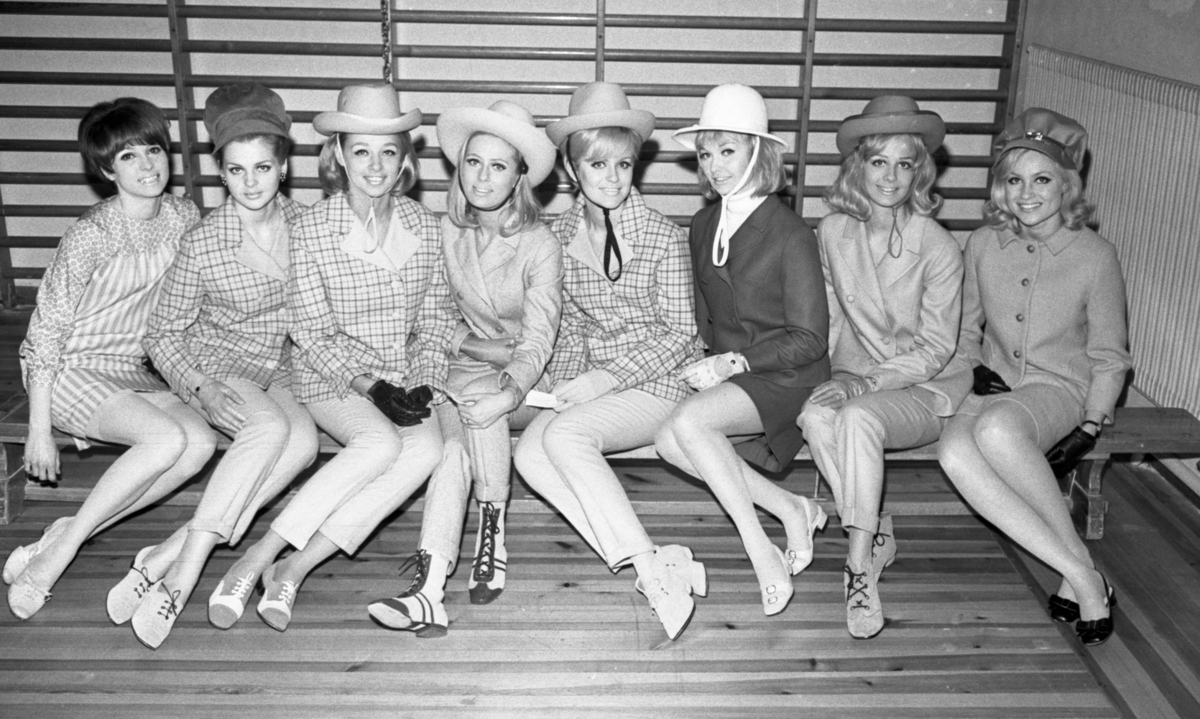
Fröken Sverige kandidater 1967.

En skönhetstävling är en tävling som formellt syftar till att välja ut deltagaren med störst fysisk attraktivitet. I praktiken spelar andra faktorer in: historiskt har man till exempel strävat efter "rasrenhet", och i de moderna tävlingarna eftersträvas lämplighet som fotomodell.
Berättelser om skönhetstävlingar går tillbaka till den grekiska antiken. Hit hör Paris dom, historien om hur herden Paris får i uppdrag av tvedräktens gudinna Eris att välja ut den vackraste gudinnan, något som utgör upptakten till det trojanska kriget.
Skönhetstävlingar på regional och nationell grund hölls på flera håll i Europa under 1800-talets senare del. Den första internationella tävlingen lär ha hållits i den fashionabla kurorten Spa i Belgien 1888, även om den begränsades till den societet som vistades där. Under 1880-talet arrangeras även tävlingar för barn och för män. Det är också under detta decennium som genomförandet av skönhetstävlingar tar fart i Sverige. Enbart under 1883 anordnades tävlingar i Gävle, Göteborg (på två platser), Helsingborg, Hudiksvall, Stockholm och Trelleborg som, att döma av pressrapporteringarna, både var välbesökta och ibland tumultartade. Dessa tävlingar anordnades på en given plats, inte sällan tillsammans med andra nöjen.
1924 uppmanade den ”moderna damtidningen” Charme  sina läsare att sända in såväl porträtt som helfigursbilder och nu var det också läsekretsen – inte en jury – som i en omröstning fällde avgörandet. Andra varianter på skönhetstävlingar i tidningen var den vackraste ryggen, figuren och kvinnobenen. Fotografierna skulle – liksom i många av mellankrigstidens rasbiologiska skrifter – kombineras med upp till tolv olika måttuppgifter. Uppmätningarna skulle ligga till grund för att bestämma idealmått hos ”den svenska rasen”. Tidningen konstaterar att den tilltagande internationaliseringen ledde till att det finns allt färre ”rasrena” svenskor. Skönhetstävlingar blev ett sätt att visa upp de främsta representanterna för den svenska/nordiska/germanska rasen men också till att bibehålla rasens renhet. Flickorna som deltog förmodades vara ogifta och genom den i olika medier upprepade betoningen av rasrenhet förmodades de i framtiden gifta sig och skaffa barn inom sin ras. Till tävlingen 1929 efterlystes sökanden med ”rasrena” ben, ”klar, ren hy som skvallrar om ett sunt, friskt liv, och en spänstig kropp, härdad genom friluftsliv, sport och hygien”.
De första Miss Sweden-tävlingarna arrangerades av tidskriften Charme 1932 och Filmjournalen 1933. Veckorevyn övertog Miss Sweden-tävlingarna från och med 1949 under beteckningen Fröken Sverige i samarbete med folkparkerna.
Till skönhetstävlingar för kvinnor kan också val av Lucior  räknas. Luciatåg har anordnats i främst Västsverige och Vänerlandskapen sedan 1800-talet men under 1920-talet spreds bruket att välja lokala och regionala Lucior över landet. Luciatävlingen blir under perioder ett slags svensk variant på Miss America och svenska Lucior har fått delta i internationella miss-tävlingar (Miss World grundad av Eric Morley 1951)) som representanter för Sverige.
Miss World, Miss Universum (grundad 1952), Miss International (grundad 1960) och Miss Earth (grundad 2001 med miljömedvetenhet som ansvarsområde)  anses som de "fyra stora", de fyra största och mest kända internationella skönhetstävlingarna.
I de flesta skönhetstävlingar deltar kvinnor, men förutom tävlingar för kvinnor respektive män finns det även tematiska skönhetstävlingar, bland annat för homosexuella. Den mest kända svenska skönhetstävlingen, Fröken Sverige, förlorade mycket av sin popularitet under 2000-talet och lades ner 2009.
Bodybuilding och atletisk fitness är grenar som har flera likheter med skönhetstävlingar.